# Anonychomyrma froggatti
Anonychomyrma froggatti é uma espécie de formiga do gênero Anonychomyrma.